# 斗米站
斗米站（日语：／ Tomai eki */?）是位於岩手縣二戶市米澤字澤內176番2號，IGR岩手銀河鐵道的岩手銀河鐵道線車站。
站名來源於阿伊努語「to-oma-i」（湖泊很多的地方）。

## 歷史
- 1962年（昭和37年）12月10日：國鐵開設斗米信號站。
- 1966年（昭和41年）10月1日：成為車站，名為斗米站[1]。
- 1987年（昭和62年）4月1日：伴隨國鐵分割民營化，車站由東日本旅客鐵道（JR東日本）營運。
- 2002年（平成14年）12月1日：東北新幹線延伸至八戶，此站變由IGR岩手銀河鐵道管理。

## 車站構造
車站是一座地面車站，設有2面2線的相對式月台。
此站是由二戶站管理的無人車站。在西出口的附近設有停泊單車場。　
廁所位於上行月台近樓梯位。廁所內只有抽水馬桶，以及沒有洗手盤。

### 月台
| 月台 | 路線            | 上下行 | 方向           |
| ---- | --------------- | ------ | -------------- |
| 1    | ■岩手銀河鐵道線 | 上行   | 二戶、盛岡方向 |
| 2    | ■岩手銀河鐵道線 | 下行   | 三戶、八戶方向 |

## 使用狀況
根據「IGR岩手銀河鐵道」的資料，在2019年度（令和元年度）1日平均上下車人次為136人。。
以下列出近年乘客人次：
| 乘車人次變化                | 乘車人次變化       | 乘車人次變化    |
| 年度                        | 1日平均 上下車人次 | 參考資料        |
| --------------------------- | ------------------ | --------------- |
| 2002年（平成14年）(IGR時代) | 132                | [ 利用客数 2 ]  |
| 2003年（平成15年）          | 142                | [ 利用客数 3 ]  |
| 2004年（平成16年）          | 146                | [ 利用客数 4 ]  |
| 2005年（平成17年）          | 156                | [ 利用客数 5 ]  |
| 2006年（平成18年）          | 169                | [ 利用客数 6 ]  |
| 2007年（平成19年）          | 192                | [ 利用客数 7 ]  |
| 2008年（平成20年）          | 185                | [ 利用客数 8 ]  |
| 2009年（平成21年）          | 172                | [ 利用客数 9 ]  |
| 2010年（平成22年）          | 159                | [ 利用客数 10 ] |
| 2011年（平成23年）          | 138                | [ 利用客数 11 ] |
| 2012年（平成24年）          | 135                | [ 利用客数 12 ] |
| 2013年（平成25年）          | 146                | [ 利用客数 13 ] |
| 2014年（平成26年）          | 149                | [ 利用客数 14 ] |
| 2015年（平成27年）          | 143                | [ 利用客数 15 ] |
| 2016年（平成28年）          | 158                | [ 利用客数 16 ] |
| 2017年（平成29年）          | 165                | [ 利用客数 17 ] |
| 2018年（平成30年）          | 151                | [ 利用客数 18 ] |
| 2019年（令和元年）          | 136                | [ 利用客数 1 ]  |

## 車站周邊
- 岩手縣道·青森縣道32號二戶田子線（日语：岩手県道・青森県道32号二戸田子線）
- 國道4號（二戶繞道（日语：二戸バイパス））
- 二戶消防署
- 二戶地域職業訓練中心
- 二戶市歷史民俗資料館
- 二戶購物中心「Nikoa」
- 二戶市立中央小學（日语：二戸市立中央小学校）
- 島村時尚中心（日语：しまむら）二戶店
- 太郎稻荷神社
- 立正佼成會二戶分部
- 靈友會（日语：霊友会）第四分部二戶講堂
- 馬淵川（日语：馬淵川）
  - 天神橋（岩手縣道264號二戶輕米線（日语：岩手県道264号二戸軽米線））
- 二戶市巴士（日语：二戸市バス）「斗米站前」巴士站

## 相鄰車站
IGR岩手銀河鐵道
■岩手銀河鐵道
二戶－斗米－金田一溫泉

## 注腳

### 使用狀況
1. 1 2   (PDF). IGRいわて銀河鉄道.   [2020-08-09]. （原始内容 (PDF)存档于2020-08-10） （日语）.
2. ↑   (PDF). IGRいわて銀河鉄道.   [2019-02-04]. （原始内容 (PDF)存档于2019-02-04） （日语）.
3. ↑   (PDF). IGRいわて銀河鉄道.   [2019-02-04]. （原始内容 (PDF)存档于2019-02-04） （日语）.
4. ↑   (PDF). IGRいわて銀河鉄道.   [2019-02-04]. （原始内容 (PDF)存档于2019-02-04） （日语）.
5. ↑   (PDF). IGRいわて銀河鉄道.   [2019-02-04]. （原始内容 (PDF)存档于2019-02-04） （日语）.
6. ↑   (PDF). IGRいわて銀河鉄道.   [2019-02-04]. （原始内容 (PDF)存档于2019-02-04） （日语）.
7. ↑   (PDF). IGRいわて銀河鉄道.   [2019-02-04]. （原始内容 (PDF)存档于2019-02-04） （日语）.
8. ↑   (PDF). IGRいわて銀河鉄道.   [2019-02-04]. （原始内容 (PDF)存档于2019-02-04） （日语）.
9. ↑   (PDF). IGRいわて銀河鉄道.   [2019-02-04]. （原始内容 (PDF)存档于2019-02-04） （日语）.
10. ↑   (PDF). IGRいわて銀河鉄道.   [2019-02-04]. （原始内容 (PDF)存档于2019-02-04） （日语）.
11. ↑   (PDF). IGRいわて銀河鉄道.   [2019-02-04]. （原始内容 (PDF)存档于2019-02-04） （日语）.
12. ↑   (PDF). IGRいわて銀河鉄道.   [2019-02-04]. （原始内容 (PDF)存档于2019-02-04） （日语）.
13. ↑   (PDF). IGRいわて銀河鉄道.   [2019-02-04]. （原始内容 (PDF)存档于2019-02-04） （日语）.
14. ↑   (PDF). IGRいわて銀河鉄道.   [2019-02-04]. （原始内容 (PDF)存档于2019-02-04） （日语）.
15. ↑   (PDF). IGRいわて銀河鉄道.   [2019-02-04]. （原始内容 (PDF)存档于2019-02-04） （日语）.
16. ↑   (PDF). IGRいわて銀河鉄道.   [2019-02-04]. （原始内容 (PDF)存档于2019-02-04） （日语）.
17. ↑   (PDF). IGRいわて銀河鉄道.   [2019-02-04]. （原始内容 (PDF)存档于2019-02-04） （日语）.
18. ↑   (PDF). IGRいわて銀河鉄道.   [2019-07-20]. （原始内容 (PDF)存档于2019-07-08） （日语）.

## 外部連結
- IGR岩手銀河鐵道 斗米站 （页面存档备份，存于）（日語）